# Elisabeth Kübler-Ross
Pour les articles homonymes, voir Kübler et Ross.
Elisabeth Kübler-Ross, née le 8 juillet 1926 à Zurich en Suisse et morte le 24 août 2004 à Scottsdale (Arizona) aux États-Unis, est une psychiatre helvético-américaine, pionnière de l'approche des soins palliatifs pour les personnes en fin de vie.
Elle est connue pour sa théorisation des différents stades émotionnels par lesquels passe une personne qui apprend sa mort prochaine (modèle Kübler-Ross). Elle a initialement appliqué sa théorie à toute forme de perte catastrophique. Elle s'est intéressée également aux expériences de mort imminente.
Le prix de recherche « Elisabeth Kübler-Ross » est décerné tous les deux ans par l'unité « Recherches en soins palliatifs, thanatologie et éthique en fin de vie » de l'institut universitaire Kurt-Bösch à Sion en Suisse.

## Biographie
Elisabeth Kübler naît le 8 juillet 1926 à Zurich. Elle est l'aînée de triplées : « on ne s'attendait pas à ce que je vive. »

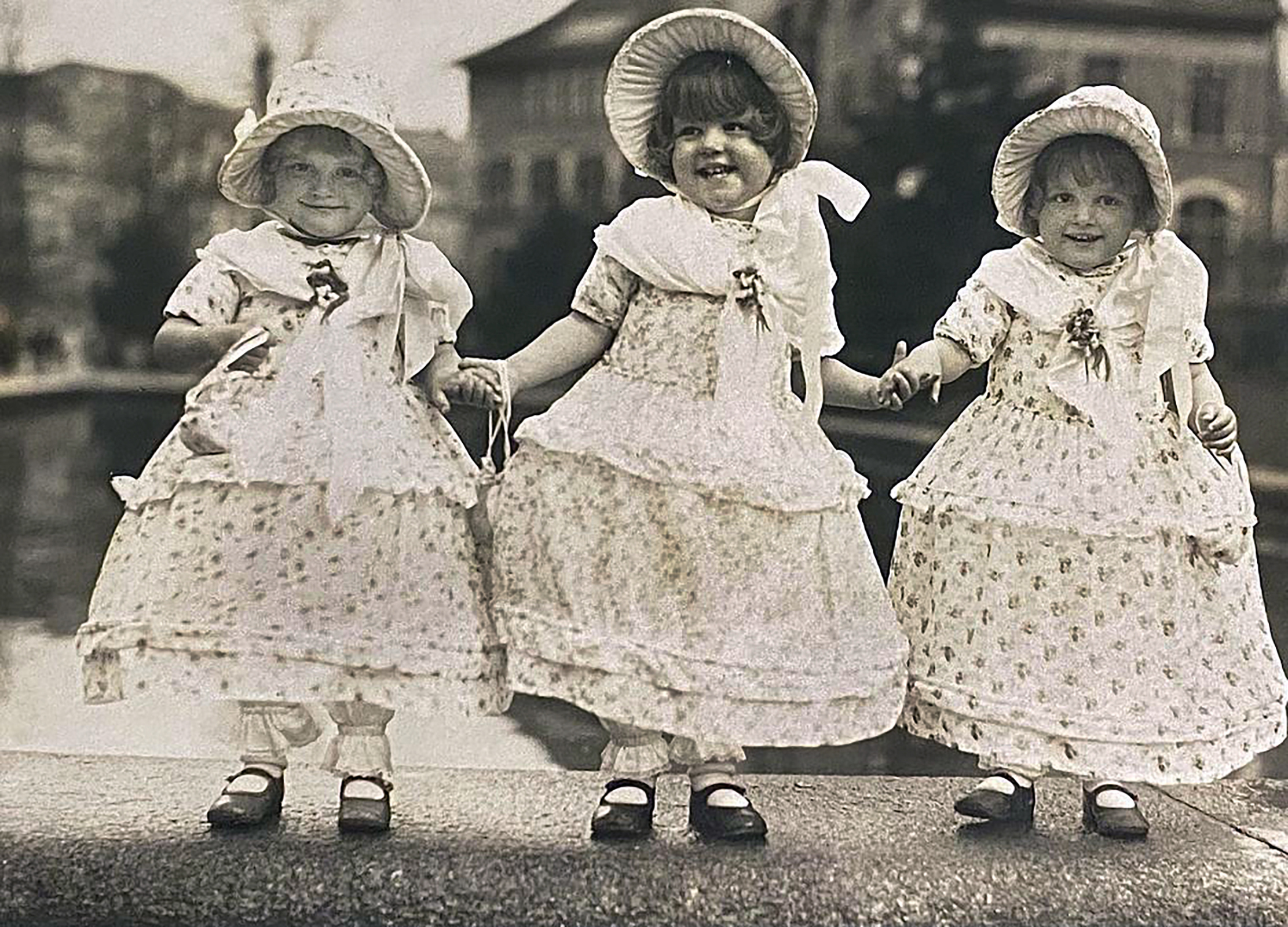
Les triplées Kübler : Elisabeth, Eva et Erika

En 1942, désirant devenir médecin, elle travaille dans la clinique du docteur Karl Zehnder. L'arrivée des nazis en Europe de l'Ouest provoque un flux de réfugiés dont certains aboutirent dans cette clinique. Elisabeth Kübler prend en charge les besoins de nourriture et de vêtements. En 1945, avec les Volontaires pour la paix (IVSP, International Voluntary For Peace, voir Service civil international), elle se rend en France, principalement dans le village d'Écurcey, puis en Pologne en 1947, au milieu d'une épidémie de typhoïde. Au camp de concentration nazi de Majdanek, elle découvre les papillons noirs dessinés sur les murs par les enfants juifs avant de mourir (ce qui selon eux signifiait qu'ils « s'envoleraient », comme une chenille devient papillon) et qui deviendront plus tard les symboles de son travail. Elle déclare alors que c'est cette visite qui l'a convaincue de travailler pour les mourants. Atteinte de typhoïde, elle rentre en Suisse.
En 1951, elle passe l'équivalent du bac et est reçue à l'université de Zurich et reçoit son diplôme de médecin en 1957, se marie avec le médecin américain Emanuel Ross et se rend avec lui aux États-Unis.
Elle obtient son titre de psychiatre en 1963 à l'université du Colorado. À l'institut de psychanalyse de Chicago, en 1965, elle entreprend une psychanalyse .
À l'hôpital, elle entreprend un dialogue avec des patients en phase terminale, auquel assiste des observateurs derrière un miroir sans tain, avec l'accord des patients. Après un article dans Life Magazine, elle publie son premier livre en 1969 : On Death and Dying (traduit en français sous le titre : Les derniers instants de la vie) qui lui apporte un énorme succès qui la submerge et où elle expose ses cinq étapes du deuil pour la première fois. Selon le docteur Mignot, ses confrères et l'hôpital où elle travaille n'apprécient pas ce succès qui évoque la mortalité dans les hôpitaux.
Après d'autres hôpitaux, elle se retrouve à Denver. Là, va commencer une expérience inédite qui bouleversera toute son existence à venir. Son supérieur doit partir en voyage en Inde, mais une conférence était prévue à Denver à la même date. Elisabeth aura la responsabilité de conduire le séminaire auprès des internes et des étudiants en médecine. Le thème sera : l'état psychologique du mourant face à la mort. Et pour cela, elle fera venir Linda, âgée de 16 ans, mourante, atteinte d'une leucémie pour parler de son état actuel devant le public.
En 1972, elle s'intéresse aux expériences de hors-corps de Robert Monroe. Elle écrit la préface du livre de Raymond Moody Life after life (1975). Elle s'installe à Escondido, au sud de la Californie, où elle établit le centre de soin Shanti Nilaya. Elle organise des séminaires, dont le but est, selon elle, de « traverser la couche du déni professionnel qui empêche les patients d'exprimer leurs inquiétudes les plus intimes. » Elle se consacre ensuite aux enfants qui vont mourir et aux victimes du SIDA.
Elle prend sa retraite en 1996 et, après plusieurs accidents vasculaires cérébraux qui vont l’handicaper, elle meurt à 78 ans, le 24 août 2004, à Scottsdale, en Arizona, en compagnie de son fils Kenneth et de sa fille Barbara.
En 2005, son fils Kenneth Ross a fondé la Fondation Elisabeth Kübler-Ross, qui existe encore aujourd'hui. Il existe des chapitres de la Fondation dans une douzaine de pays à travers le monde, dont la France.

## Modèle Kübler-Ross
Selon Elisabeth Kübler-Ross (1969), après un diagnostic de maladie terminale, on observe « cinq phases de deuil » (Five Stages of Grief). Kübler-Ross a initialement appliqué ces étapes à toute forme de perte catastrophique (emploi, revenu, liberté). Cela comprend également la mort d'un être cher, le divorce, la toxicomanie, ou l'infertilité.
1. Déni (Denial). Exemple : « Ce n'est pas possible, ils ont dû se tromper. »
2. Colère (Anger). Exemple : « Pourquoi moi et pas un autre ? Ce n'est pas juste ! »
3. Marchandage (Bargaining). Exemple : « Laissez-moi vivre pour voir mes enfants diplômés. », « Je ferai ce que vous voudrez, faites-moi vivre quelques années de plus. »
4. Dépression (Depression). Exemple : « Je suis si triste, pourquoi se préoccuper de quoi que ce soit ? », « Je vais mourir… Et alors ? »
5. Acceptation (Acceptance). Exemple : « Maintenant, je suis prêt, j'attends mon dernier souffle avec sérénité. »

Il est important de noter que dans le livre original de Kübler-Ross de 1969, elle a inclus un graphique pleine page montrant clairement plus de cinq étapes. D’autres « étapes » incluses par Kübler-Ross étaient : le choc, le déni partiel, le deuil préparatoire (également connu sous le nom de deuil d’anticipation), l’espoir et le désinvestissement (le processus de désinvestissement de l’énergie mentale ou émotionnelle dans le monde extérieur). En outre, elle a mentionné d’autres « étapes » telles que la culpabilité, l’anxiété et l’engourdissement.
Kübler-Ross a déclaré que la seule source d'inspiration pour l'identification des « cinq étapes du deuil » était « L'ego et les mécanismes de défense » d'Anna Freud de 1936. Il est ironique que Kübler-Ross, qui était une fervente adepte de Karl Jung, ait pu obtenir son idée la plus célèbre de la famille Freud.
Kübler-Ross a également fait valoir que ces étapes ne sont pas nécessairement dans l'ordre indiqué ci-dessus, toutes les étapes ne sont pas non plus vécues par tous les patients, mais chaque victime en vivra toujours au moins deux.
Elle déclara être passée elle-même par les deux premières phases lors des huit dernières années de sa vie.

## Hommage

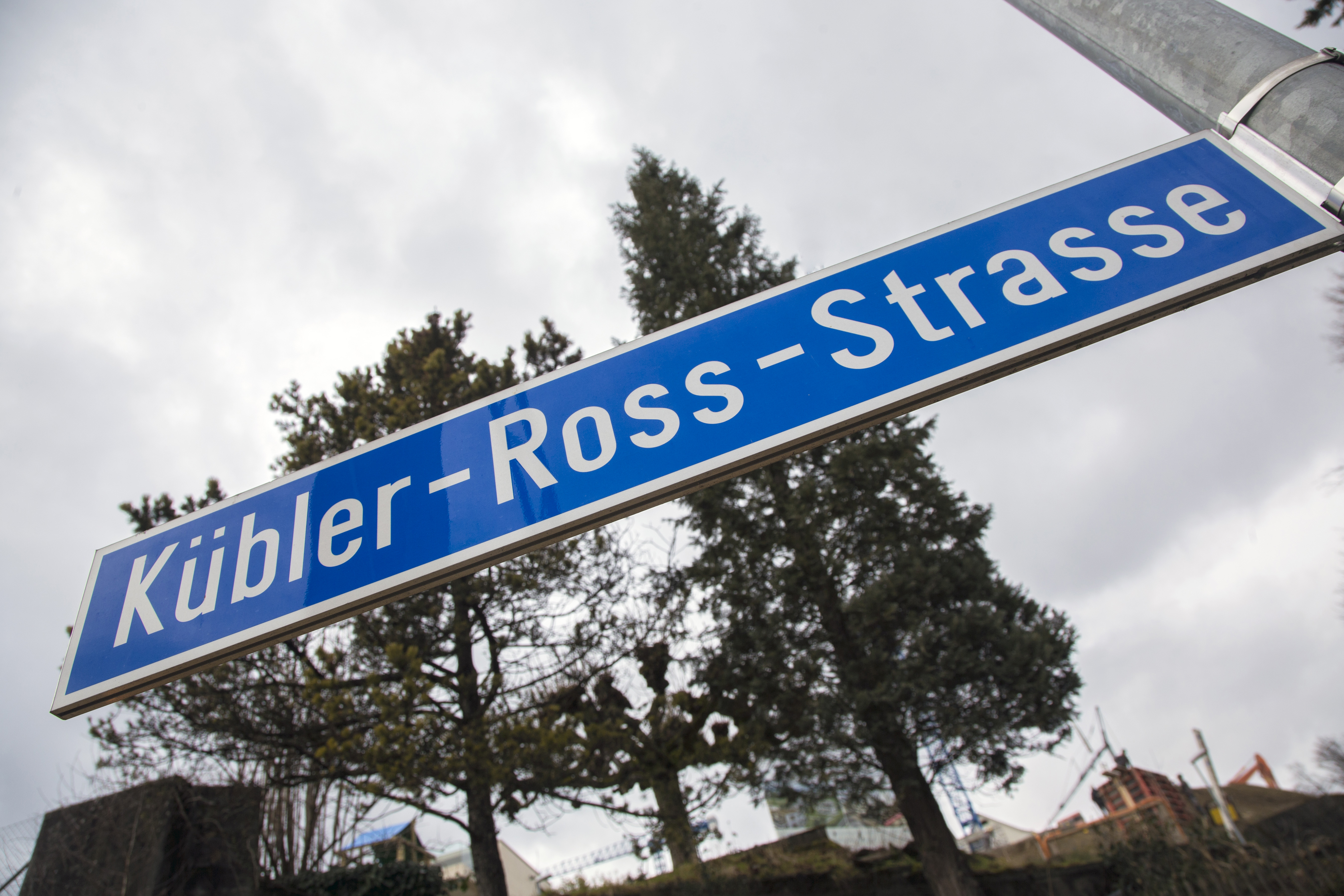
Une rue nommée d'après Kübler-Ross dans sa ville natale de Meilen, en Suisse

- Sénateur honoraire de l'État, Louisiane, 1974Une rue nommée d'après Kübler-Ross dans sa ville natale de Meilen, en SuisseMembre honoraire, Société Mark Twain
- Prix de la femme de l'année, Ladies Home Journal 1977
- Femme de la décennie (en sciences), Ladies Home Journal 1979
- Prix Golden Plate – Académie américaine des réalisations 1980
- Boursier à vie, Bibliothèque John F. Kennedy, 1987
- Organisation nationale des soins palliatifs (NHPCO) – Prix des fondateurs 1993
- Bibliothèque publique de New York – "Livres du siècle" – Les Derniers Instants de la vie (On Death and Dying), 1999
- Les cent penseurs les plus importants du siècle – Time Magazine - 1999[18]
- Bibliothèque nationale de médecine – Inclus dans « Changer le visage de la médecine – Célébrer les femmes médecins américaines » 2003
- Elle est inscrite au National Women's Hall of Fame, 2007.
- L'intégralité de l'"American Journal of Bioethics" de décembre 2019 consacrée au 50e anniversaire de "On Death & Dying"

## Culture populaire
Les cinq stades de la mort annoncée sont cités et illustrés dans de nombreux films comme La Vie de David Gale (avec Kevin Spacey) ou All That Jazz (Que le spectacle commence) de Bob Fosse.
De nombreuses séries évoquent également le concept comme l'épisode 11 de la deuxième saison des Simpsons (Un poisson nommé Fugu). Dans la série Dr House saison 2 épisode 1, Cameron qui s'occupe d'une patiente atteinte d'un cancer du poumon demande de l'aide au Dr House et reçoit comme unique réponse les cinq phases d'approche de la mort. Dans l'épisode 404 de la série Newport Beach (The O.C.), un psychologue explique les différentes étapes du deuil à Summer qui essaie de faire face à la mort de sa meilleure amie, Marissa. Ils sont aussi cités dans le premier épisode de Dead like me, lorsque George vient de mourir écrasée par le siège des toilettes de la station MIR. Les cinq étapes sont également citées dans Grey's Anatomy (saison 6, épisodes 1 et 2, après le décès de Georges O'Malley), servant de fil conducteur aux scénarios des deux épisodes ou dans la série Les Frères Scott, dans l'épisode 17 de la saison 3. Lucas et ses amis doivent faire face au décès de Keith et le scénario de l'épisode se découpe en cinq parties, celles des cinq stades de la Mort. Il y a aussi la sixième saison de la série Frasier (épisode 1 Good Grief) où le protagoniste perd son travail à la radio, et son frère, Niles, explique les cinq étapes du deuil à son père. Thomas Magnum dans Magnum P.I y fait également référence dans un épisode. Son nom est cite dans un épisode de la série American Dad.
Dans la série Mon Petit Poney : l'amitié est magique, dans l'épisode 5 de la saison 5, Sieste d'hiver (Thanks for the Memories), la ponette Rainbow Dash apprend que sa tortue terrestre domestique va hiberner et qu'elle ne sera plus là tout l'hiver durant. Elle passe par les 5 phases d'acceptance du deuil, et parvient à l'acceptance, grâce à l'aide de ses amies.
Dans la mini-série Fallen Son: The Death of Captain America, chaque numéro a pour sujet les cinq stades de la mort annoncée : le déni est la réaction de Wolverine, la colère, celle des deux équipes des Vengeurs (New Avengers et Mighty Avengers), le marchandage, celle de Clint Barton, la dépression, celle de Spider-Man, et l'acceptation, celle de Iron Man.
Les cinq phases du deuil sont aussi évoquées à propos d'une séparation tout au début de l'épisode 2 de la saison 5 de Fais pas ci, fais pas ça, diffusé le mercredi 7 novembre 2012 à 21 h 25 sur France 2.
Avec Vivre la fin des temps (2011), Slavoj Žižek analyse les différentes façons d'appréhender la crise du capitalisme. L'issue fatale que Zizek annonce renvoie au schéma des « cinq phases du mourir » de la psychologue Elizabeth Kübler-Ross : le déni (l'idée que la misère ou les cataclysmes, « Cela ne peut pas m'arriver »), la colère, le marchandage (« Laissez-moi le temps de voir mes enfants diplômés »), la dépression (« Je vais mourir, pourquoi me préoccuper de quoi que ce soit » et l'acceptation (« Je n'y peux rien, autant m'y préparer »).
Une courbe inspirée des travaux d'EKR a déjà été mise en cause dans la série de suicides qui a touché France Télécom. Le titre du document transmis à ses cadres par Orga Consultants : « Le Positionnement du salarié, les phases du deuil ». La société de coaching en management avait d'ailleurs ajouté, aux phases décrites par la psychiatre, une sixième étape très encourageante : celle de « l'intégration ».
D'après certaines théories également échafaudées par les fans de la franchise, le jeu vidéo The Legend of Zelda: Majora's Mask serait en fait le parcours de la mort de Link, tout dépend de l’interprétation du jeu. En effet selon cette théorie Link passe par les cinq phases du deuil comme inspiration pour les cinq environnements : "La ville de Bourg Clocher" (le déni : personne ne croit que la lune va tomber), "le palais Mojo" (la colère : ils sont tous violents et méchants, ivres de rage), "Le pic des neiges ou la vallée Goron" (le marchandage : le fantôme de Darmani, un héros Goron, négocie sa résurrection ), "la grande baie, peuple Zora" (la dépression de Lulu qui a perdu sa voix), enfin "le canyon Ikana ou la vallée des morts" (l'acceptation : aucun être vivant ne peuple cette vallée, tous acceptent que la vie est finie, le temple figure le paradis, la tour inversée renvoie en enfer). Une autre théorie émet l’hypothèse qu’il s’agit en fait du deuil de Link face à sa séparation avec Navi à la fin de Ocarina of Time.
Dans le dernier livre de la trilogie Les fourmis, la révolution des fourmis, l'auteur Bernard Werber consacre un chapitre aux papillons dessinés par les enfants juifs.

### Dernières années et mort
Kübler-Ross a subi une série d'accidents vasculaires cérébraux entre 1987 et 1994, dont aucun ne lui a imposé de limitations physiques durables. À la suite d'un incendie dans une maison en Virginie le 6 octobre 1994 et d'un accident ischémique transitoire (AIT) qui a suivi, elle a déménagé à Scottsdale, en Arizona. Pendant cette période, la Healing Waters Farm et le Centre Elisabeth Kübler-Ross ont cessé leurs activités à Headwaters, en Virginie. Le mois suivant, elle acquiert une résidence dans le désert près de Carefree, en Arizona. Après avoir subi un accident vasculaire cérébral plus grave en mai 1995, elle s'est retrouvée dans un fauteuil roulant et a souhaité pouvoir déterminer l'heure de son décès.
En 1997, Oprah Winfrey s'est envolée pour l'Arizona pour interviewer Kübler-Ross et discuter avec elle si elle traversait elle-même les cinq étapes du deuil. En juillet 2001, elle se rend en Suisse pour célébrer son dernier anniversaire (son 75e) avec ses trois sœurs triplées. De 2002 à août 2004, elle a résidé dans une maison de retraite sous soins palliatifs, y passant ses derniers jours.

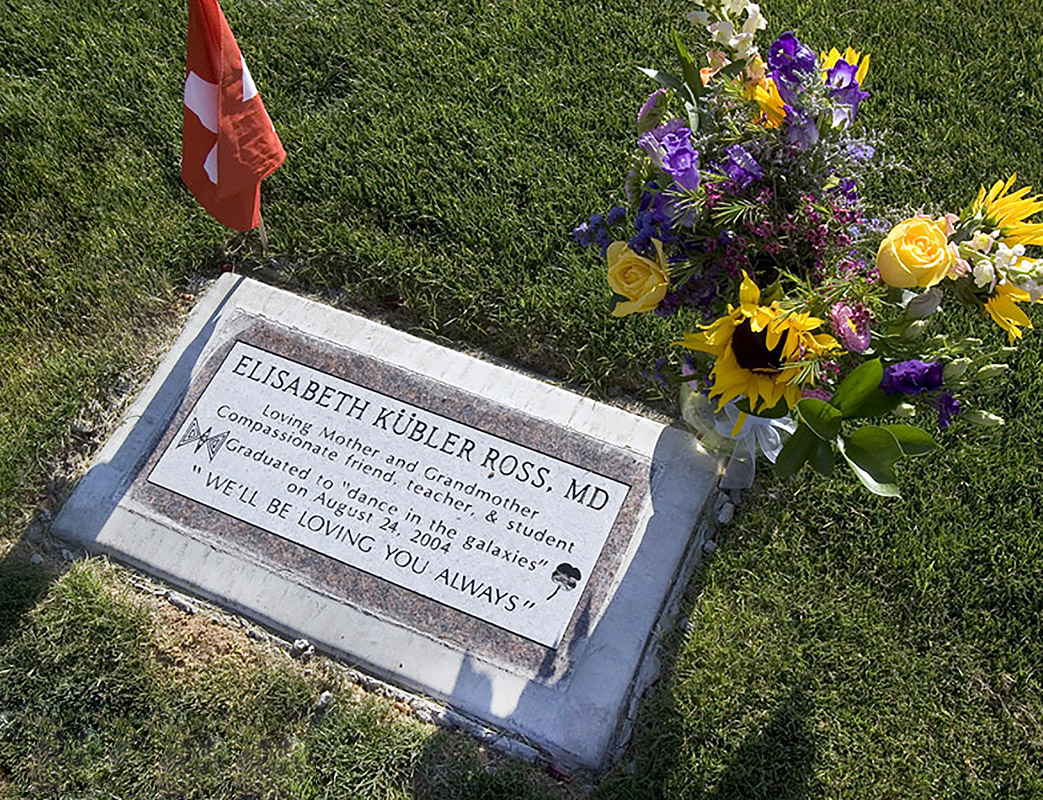
Pierre tombale de Kübler-Ross en Arizona

Kübler-Ross est décédée avec ses deux enfants à ses côtés à Scottsdale le 24 août 2004, à l'âge de 78 ans, de causes naturelles. Elle a été enterrée au cimetière Paradise Memorial Gardens à Scottsdale.
Après le décès d'Elisabeth, Muhammad Ali a partagé ses réflexions sur sa vie dans le livre Tea With Elisabeth en disant, " Elisabeth nous a appris que la réalisation de soi est une partie importante de la compréhension du sens de la vie… Ce n'est pas une coïncidence… si la femme qui a enseigné tant de choses sur la mort et le fait de mourir en tant que processus étaient véritablement la campagne de la vie."
En 2005, son fils, Ken Ross, a fondé la Fondation Elisabeth Kübler-Ross à Scottsdale, en Arizona. La marque "Elisabeth Kübler-Ross", ainsi que tous les droits d'auteur et autres marques associés à Kübler-Ross, sont gérées et contrôlées par ses enfants par l'intermédiaire de la société en commandite familiale Elisabeth Kübler-Ross.

### Héritage de la musique populaire

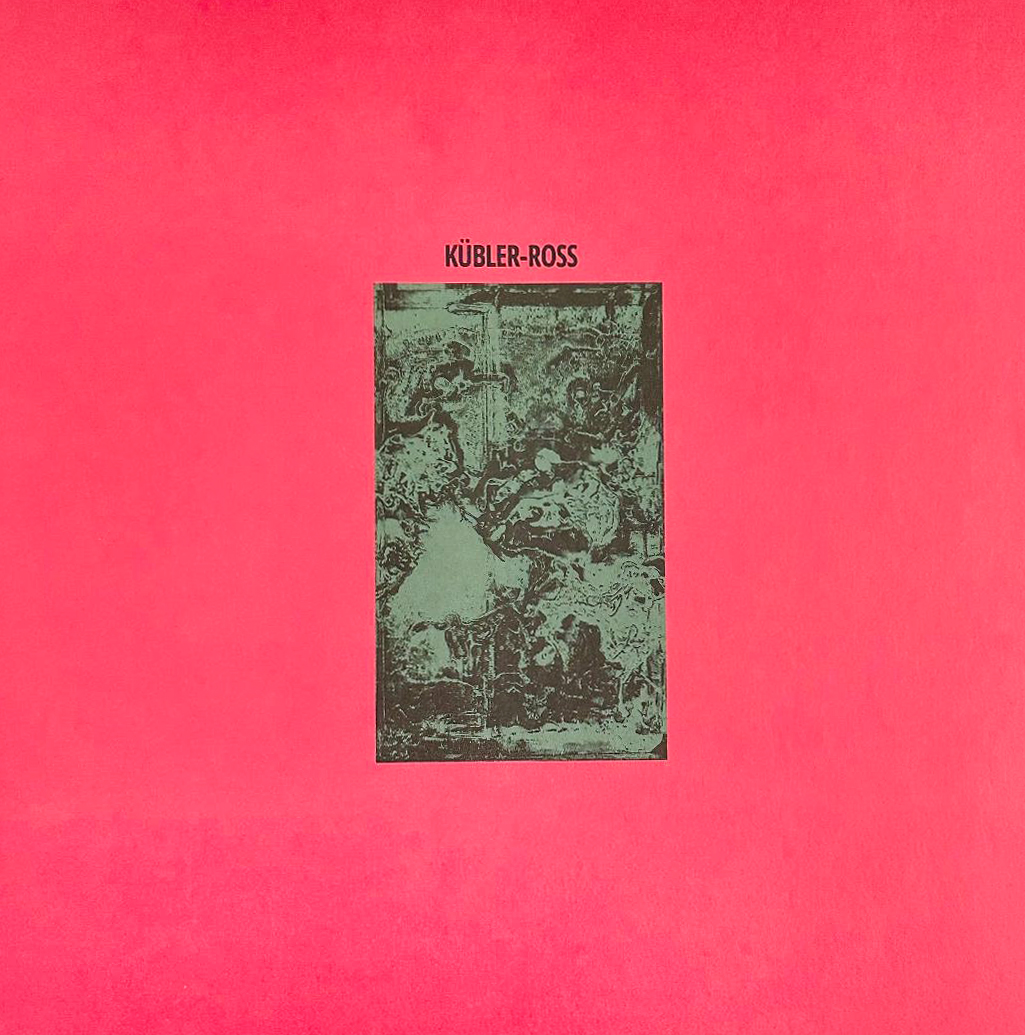
Kübler-Ross album de Kübler-Ross (groupe) 2023

L'influence d'Elisabeth Kübler-Ross a été significative dans la culture populaire, en particulier dans l'industrie musicale après son décès. De nombreux artistes et groupes ont rendu hommage à Kübler-Ross à travers leurs œuvres créatives. En 2006, The Gnomes a sorti une chanson intitulée "Elisabeth Kübler-Ross has Died". Des chansons telles que "Kübler-Ross" portent son nom par des artistes tels que : Chuck Wilson (2010), Elephant Rifle (2010), Harry Santos (2011), Huga Dena (2013), Mic Lanny & James Rock (2014), Dominic Moore (2015), Alp Aybers (2020), Audio Medic (2021), O SIZE (2022), Kübler-Ross le groupe, (2020), Norro (2024), soph (2024). Une chanson intitulée "Kubler-Ross" a été publiée par LettingGo! (2014) et un autre de Generations Gap (2017). Des chansons intitulées « The Kübler-Ross Model » ont été publiées par Matt Elliott (2008), The Kubler-Ross Model de Keylin Mayfield (2014), Kaapin (2015), Nyctophilia (2018), Abie (2019), et Manic Mannequin (2020). D'autres chansons portent son nom, comme "xxKübler-Ross" de John Malkovich! (2019) et "Kübler-Ross Model Waltz" de Tumble Dryer Babies (2017). Trente-cinq groupes différents ont sorti une chanson intitulée « Stage of Grief » ou « Five Stages of Grief » entre 2008 et 2024.Notamment, le groupe Spring Offensive, basé à Oxford, a intégré la voix de Kübler-Ross à trois reprises dans leur ballade rock de 13:22 minutes "Le premier des nombreux rêves sur les monstres" (2010).
En plus des chansons, plusieurs albums portent son nom comme « Kübler-Ross Experiments » d'Alex Temple (2012), « Kübler-Ross Dream Cycle » de Kauma (2013), « Kübler-Ross Model » de BellNotchPeak (2014), EP "Kübler-Ross Model" de What I Reflect (2016), EP "Kübler-Ross" de JDuBTheProducer (2016), "Kübler-Ross" de lav火山 (2020), « Le modèle Kübler-Ross » de Marcellus Wright (2020), « Kübler-Ross » de Liquid Project (2021), « Kübler-Ross » de Chine Drive (2023), Album « Kübler-Ross Soliloquies » de Deadbeat (2023), Album « Kübler-Ross » de Coachello (2024) et album « Kübler-Ross (Five Stages of Grief) » de Saint Juvi (2024), avec quelques de ces albums EP de 5 chansons comprenant une chanson nommée d'après chaque étape.
Plusieurs artistes musicaux ont également intitulé des albums basés sur les livres de Kübler-Ross, comme "Beyond the Shores (On Death & Dying)" de Shores of Null (2020) et "Wheel of Life" du saxophoniste japonais Sadao Watanabe. L'album 2019 de Marina  "Love & Fear" s'inspire directement de la philosophie de Kübler-Ross, comme indiqué dans plusieurs interviews.
L'impact de Kübler-Ross s'étend également aux noms de groupes, avec KÜBLER ROSS, un groupe punk suédois fondé par une ancienne infirmière, et Kübler-Ross, un groupe synth/wave/industriel de Glasgow, en Écosse, dont l'album "Kübler-Ross" a été nommé pour l'album de l'année en Écosse en 2021. De plus, un groupe de math rock sud-coréen nommé « Dabda », un acronyme anglais représentant les cinq étapes du chagrin, a été formé en 2014. Un autre groupe du même nom (Dabda) existe en Espagne et a sorti un album intitulé "Five Stages of Grief" le 4 septembre 2017.
En avril 2024, Taylor Swift a organisé un ensemble de listes de lecture Apple Music basées sur les cinq étapes du deuil.

### Œuvres
- Les Derniers Instants de la vie (On Death and Dying, 1969), trad. Cosette Jubert, Labor et Fides, 1975,  (ISBN 2-8309-0096-0)
- Accueillir la mort : questions et réponses sur la mort et les mourants (Questions and answers on death and dying, 1972), Pocket, 2002,  (ISBN 2-266-09642-7)
- La mort, dernière étape de la croissance (Death: The Final Stage of Growth, 1975), trad. de l'an. Pierre Maheu, Pocket, 2006, 249 p. (19 contributions dont 4 de E.K.R.)
- Avant de se dire au revoir (Live Until We Say Goodbye, 1978), Presses du Châtelet, 1999
- Une lettre à un enfant devant la mort (The Dougy Letter. A Letter to a Dying Child, 1979), Éditions du Tricorne, 1992
- La Mort, porte de la vie (Working it through, 1981), trad. Étienne Menanteau, LGF, 1995
- Vivre avec la mort et les mourants (Living with death and dying, 1981), avec Renée Monjardet, Éditions du Rocher, 1997,  (ISBN 2-268-02465-2)
- La Mort et l'Enfant : souvenirs, lettres, témoignages (On children and death, 1985), Éditions du Tricorne, 1986,  (ISBN 978-2-268-01750-1)
- La mort est un nouveau soleil (Über den Tod und das Leben Danach, 1984), trad. Renate Prym-Khoshkish, Pocket, 2002,  (ISBN 2-266-12219-3) (articles de 1977, 1980, 1982).
- Le Sida, un défi à la société (AIDS, The Ultimate Challenge, 1988), InterÉditions
- La mort est une question vitale (Death is of Vital Importance, 1995 ; puis The Tunnel and the Light, 1999), Pocket, 2000,  (ISBN 2-266-08028-8)
- Mémoires de vie, Mémoires d'éternité : la mort n'existe pas (The Wheel of life: A Memoir of Living and Dying, 1997), avec Loïc Cohen, Pocket, 1999,  (ISBN 2-266-08518-2) - ou bien : Traduction : Loïc Cohen, J.C. Lattès (1997),  (ISBN 2-7096-1845-1) (avec photos).
- La Nostalgie de sa maison (1997), trad. de l'all. Claude Dhorbais, Le Courrier du Livre, 1998,  (ISBN 2-7029-0382-7)
- Leçons de vie : Deux experts de la mort et des phases terminales nous révèlent les mystères de la vie (Life Lessons, 2001), Poche, avec David Kessler, Loïc Cohen, 2004,  (ISBN 2-266-12819-1)
- Sur le chagrin et sur le deuil : trouver un sens à sa peine à travers les cinq étapes du deuil (On grief and grieving : finding the meaning of grief through the five stages of loss, 2005), avec David Kessler, trad. Joëlle Touati, Éditions Jean-Claude Lattès, 2009,  (ISBN 978-2-7096-3034-4) ; Pocket, 2011  (ISBN 978-2-266-20333-3)

#### Documentaire
- Elisabeth Kübler-Ross : La Mort en face, Réalisation : Stefan Haupt, Production Fontana Films, SFR Radio télévision suisse, 2003 (visible en permanence sur le site gratuit Play Suisse)